# Viktoriya Dimitrova
Viktoriya Dimitrova (en búlgaro: Виктория Димитрова; Varna, 12 de octubre de 1979) es una deportista búlgara que compitió en remo. Ganó una medalla de oro en el Campeonato Mundial de Remo de 2002, en la prueba de scull individual ligero.

## Palmarés internacional
| Campeonato Mundial | Campeonato Mundial | Campeonato Mundial | Campeonato Mundial      |
| Año                | Lugar              | Medalla            | Prueba                  |
| ------------------ | ------------------ | ------------------ | ----------------------- |
| 2002               | Sevilla (España)   | Medalla de oro     | Scull individual ligero |